# كنوت فرانكل

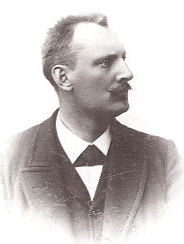
كنوت فرانكل

كنوت هيالمار فرديناند فرانكل (14 فبراير 1870 - 10 أكتوبر 1897) كان مهندسًا سويديًا ومستكشفًا لقي حتفه في رحلة منطاد القطب الشمالي عام 1897 التي قادها زالومون أوقست أندريه.  

## سيرته الشخصية
ولد فرانكل في كارلستاد ، السويد. كان متخصص و رائد في فيلق خدمات بناء الطرق والممرات المائية ، ونشأ في منطقة جامتلاند ذات الأراضي الجبلية في الجزء الشرقي الأوسط من دولة السويد، هذا اكسبه اهتمامه بالأنشطة الخارجية والرياضة. التحق بمدرسة بالمجرين، ستوكهولم وتخرج بدرجة الهندسة المدنية في المعهد الملكي للتكنولوجيا عام 1896، وكان يجهز نفسه لدخول فيلق الهندسة في الجيش السويدي عندما سنحت له الفرصة في عام 1897 للانضمام إلى رحلة المنطاد التي خطط لهل زالومان أوقست أندريه ليكتشف و يوثق القطب الشمالي. المشارك الآخر كان نيلس سترندبرج . أخذ فرانكل مكان عالم الأرصاد الجوية نيلس جوستاف إيكهولم في الرحلة، الذي شارك في الاستعدادات لكنه انسحب في اللحظة الأخيرة، منتقدًا جودة صناعة المنطاد.  
أثناء رحلة المنطاد، كان فرانكل المسؤول عن توثيق و وضع البروتوكولات التفصيلية لكل ما قام به أعضاء البعثة. بعد الهبوط على الجليد، كتب في كتاب توثيقه الأرصاد الجوية وكان مسؤولاً عن ترتيبات المخيم. بعد أن اخذت الرياح تبعدهم عن مسار البعثة لأسابيع، وصل ثلاثتهم إلى الجنوب الغربي من جزيرة كفيتويا في 5 أكتوبر 1897. أقاموا مخيم على جبل قريب من المكان الذين هبطوا فيه حيث لقوا حتفهم بعد بضعة أيام. مات ستريندبرج أولاً و تم دفنه من قبل آندريه و فرانكل، توفي الاثنان بعد ستريندبرج بوقت قصير.
تم العثور على بقايا البعثة بالصدفة من قبل طاقم بعثة براتفاغ النرويجية الذي ترأسها جونار هورن في 6 أغسطس 1930. تم العثور على جثامين أندريه وستريندبرج وإعادتهما إلى السويد، بينما عثر على جثة فرانكل في رحلة استكشافية أخرى في أوائل سبتمبر عندما ذاب معظم الثلج والجليد عن الجزيرة. تلقى فرانكل والمستكشفان الآخران جنازة مرموقة. بعد حرق جثثهم ، تم دفن رمادهم معًا في مقبرة نورا بيجرافنينجسبلاتسن في ستوكهولم .